# A Division 1923/1924
Třetí ročník Irish League (1. irské fotbalové ligy) se konal za účasti již nově s desíti klubů. 
Sezona začala 8. září 1923 a skončila 13. května 1924. Titul získal poprvé ve své klubové historii Bohemian FC. Nejlepším střelcem byl hráč Bohemian FC Dave Roberts, který vstřelil 20 branek.